# Festival de Nîmes
 (janvier 2021).
Le Festival de Nîmes est un festival de musiques actuelles organisé en début d'été dans les arènes de Nîmes depuis 1997.

## Éditions
Dans le cadre des Arènes de Nîmes, des artistes nationaux et internationaux se produisent chaque été devant plus de 10 000 spectateurs. David Bowie, Stevie Wonder, Scorpions, Metallica, Deep Purple, Muse, Daft Punk, Mika, David Gilmour, Nick Mason ou encore Pharrell Williams ont foulé le sol du Festival de Nîmes. 
Certains concerts font même l'objet de captations visuelle ou sonore, à l'instar du groupe Metallica en 2009 dont le DVD est intitulé Français pour une nuit, ou encore le groupe Justice pour son album live en 2012. 
De la chanson française (Johnny Hallyday, Indochine, Michel Polnareff, Renaud, Patrick Bruel…) au rock et metal (Scorpions, Metallica, Deep Purple, ZZ Top, Slipknot, Rammstein, Korn, System of a Down…), stars internationales (Placebo, Foo Fighters, Bjork, Lenny Kravitz, Arcade Fire, Red Hot Chilli Peppers, Alicia Keys, Twenty One Pilots, Eric Clapton…), artistes débutants (Stromae, Shaka Ponk, Angèle, Gims…), le festival de Nîmes accueille aussi des artistes connus (Sting, Santana, Daft Punk, Slash, Radiohead, David Bowie, Sam Smith…).

## Historique
| Année | Artistes |
| ----- | --- |
| 2025  | Roberto Alagna et Aleksandra Kurzak - Marvel Infinity Saga - Scorpions et Dirty Honey - Lamomali et Ibrahim Maalouf - Gims - Michel Polnareff - Jean-Louis Aubert et MC Solaar - Tiakola - DJ Snake - Santa et Kendji - Artus - Soprano et Youssoupha - Mika - Eddy Mitchell - London Grammar - Santana - Kalash et Franglish - Ninho et Niska - Korn - Zaho de Sagazan |
| 2024  | Shaka Ponk et Dionysos - Calogero - SCH - Slimane et Claudio Capéo - Patrick Bruel et Ycare - Ninho - Macklemore - James Blunt et Suzanne Vega - The Offspring et Simple Plan - Eric Clapton - Sofiane Pamart - Avril Lavigne - The Warning (groupe) IAM et MC Solaar - Simple Minds - Dadju et Tayc - Étienne Daho et Patti Smith - Bigflo et Oli - Grand Corps Malade - PLK - Dua Lipa x 2 |
| 2023  | Damso - Matt Pokora et Jenifer - Simply Red et Selah Sue - Slipknot et Sleep Token - Soprano et Saskia - Florent Pagny et Zazie - Damien Saez - Gojira et Avatar - The Black Keys et Spoon - Placebo - Michel Polnareff - Stars 80 - Sam Smith - Lomepal - Arctic Monkeys et Willie J Healey - Sigur Rós et Chilly Gonzales - Christophe Maé et Tiwayo - Djadja & Dinaz et Favé - Louise Attaque et Lucky Love - Gims et Dadju                                                                                                |
| 2022  | Gorillaz - Fatoumata Diawara - PNL et DTF - Orelsan, Poupie et 3Pour100 - Gladiator Live - Deep Purple et Ayron Jones - Julien Doré et Clara Luciani - Nightwish et DragonForce - Sting et Joe Summer - Kiss et JJ Wilde - Dropkick Murphys et Sum 41 - Mika et L'Impératrice - The Smile - Dutronc & Dutronc et Stéphane - M et Deluxe - Black Eyed Peas et Henri PFR - Ben Harper & The Innocent Criminals et Rodrigo y Gabriela - Angèle et Tsew The Kid - Stromae et Glauque - Sexion d'Assaut et Imen Es - Ninho et Leto |
| 2021  | Vianney - Christophe Maé - Kendji Girac et Amir - Soprano - Francis Cabrel et Alain Souchon |
| 2020  | Edition annulée en raison de la pandémie de Covid-19 |
| 2019  | Elton John - Soprano - Kendji Girac et Boulevard des Airs - Pascal Obispo et Zazie - Slipknot et Avatar - Slash feat. Myles Kennedy - Jamel Debbouze - Lomepal et Eddy de Pretto - Mark Knopfler - Tears for Fears + UB40 - Patrick Bruel + Fills Monkey - Twenty One Pilots - Stars 80 |
| 2018  | Texas - Marilyn Manson - Calogero - Ennio Morricone - Orelsan - Julien Clerc et Véronique Sanson - Kids United - IAM - Vianney et Cats on Trees - Lenny Kravitz - Bigflo et Oli - Jamiroquai - Indochine - Sting - Massive Attack - Shaka Ponk |
| 2017  | System of a Down - Les Vieilles Canailles - Renaud - Zucchero - Julien Doré - Michel Sardou - Manu Chao - Rammstein - Ibrahim Maalouf - Scorpions - Placebo - Les Insus - Christophe Maé |
| 2016  | Les Insus - Kendji Girac - Muse - Mika - Johnny Hallyday - David Gilmour - Michel Polnareff - Maître Gims - etc. |
| 2015  | Nicki Minaj - Pharrell Williams - Johnny Hallyday - Lenny Kravitz - Christopher Cross - Toto - Santana - Lionel Richie - Sting - Joan Baez - Black M |
| 2014  | Shaka Ponk - Stromae - Skrillex - Fauve - -M- - ZZ Top - Baauer - Kavinsky - Arctic Monkeys - Yodelice |
| 2013  | C2C - Dead Can Dance - Sexion d'assaut - Neil Young & Crazy Horse - Patti Smith - Mark Knopfler - Depeche Mode - Michel Sardou - Green Day |
| 2012  | Radiohead - Björk - Justice - Elton John - Bob Dylan - David Guetta - Manu Chao - Blink-182 - Digitalism |
| 2011  | The Chemical Brothers - Sting - Ben Harper - Supertramp - Portishead - Metronomy - Yael Naim - Paul Kalkbrenner - Keziah Jones |
| 2010  | Stevie Wonder - Mika - Jacques Dutronc - P!nk - Gossip - Jamiroquai - -M- - ZZ Top - Vampire Weekend |
| 2009  | Metallica - Seal - Charlie Winston - Franz Ferdinand - Bénabar - Cocoon - Superbus - M.O.P.A |
| 2008  | Radiohead - James Blunt - Lenny Kravitz - Mika - Vanessa Paradis - Alicia Keys |
| 2007  | Daft Punk - Muse - Tryo - Arcade Fire - Arctic Monkeys |
| 2006  | Sean Paul - Depeche Mode - Michel Sardou - Placebo - Toto - Texas |
| 2005  | Joe Cocker - Franz Ferdinand - Mickey 3D - Kyo - Jamiroquai - Rammstein |
| 2004  | Placebo - Muse - Miossec - Dionysos - Peter Gabriel - Eros Ramazzotti |
| 2003  | Massive Attack - Alanis Morissette |
| 2002  | David Bowie - Hawksley Workman - N.E.R.D - Morcheeba - Joseph Arthur - Superbus |
| 2001  | Muse - PJ Harvey - Noir Désir - Ben Harper |
| 2000  | Compay Segundo - Lara Fabian |
| 1999  | The Gladiators - Mad Professor - Massilia Sound System - Burning Spear |
| 1998  | Sinclair - Louise attaque - Michel Sardou - The Cure - IAM - Fonky Family |
| 1997  | Jamiroquai - Noir Désir |